# Вікарні види
Вікарні види (від лат. vicarius — заміщений; той, що заміщує) — близькі види рослин або тварин, що займають різні області поширення (ареали) або трапляються в межах одного ареалу, але в різних екологічних умовах.
Наприклад, ареал роду модрина утворений безперервним рядом її вікаруючих видів: модрини європейської (Європа), модрини даурської (Європейська частина колишнього СРСР та Західний Сибір), модрини сибірської (Східний Сибір), модрини американської (Північна Америка). Прикладами вікаруючих видів є ховрах малий, поширений у степах на півдні, який заміщується ховрахом крапчастим, що живе в степу і лісостепу північніше. Ялина європейська на північ від лінії р. Онега — Південний Урал замінюється ялиною сибірською. Бук європейський заміщується на Кавказі буком східним (у Криму обидва ці види заміщені буком кримським).
В Альпах ареал рододендрона утворений його вікарними видами — рододендроном шорстколистим (на вапнякових ґрунтах) та рододендроном іржавим (на силікатних ґрунтах).
Термін вікаруючі види застосовується також для видів, які мають конвергентну подібність, але таксономічно віддалені один від одного, відносяться до певної життєвої форми та займають подібну екологічну нішу в біоценозах, наприклад кріт (Європа та Азія), златокріт (Африка), сумчастий кріт (Австралія).